# Praça Diana
A Praça Diana (Place Diana) é uma célebre praça de Paris, perto da Rio Sena. A praça está perto da localidade onde ocorreu o acidente envolvendoDiana, Princesa de Gales.

## História
A praça foi, originalmente, nomeada Place Maria-Callas, em homenagem a cantora de ópera. Em 2019, a cidade de Paris decidiu nomeá-la oficialmente como Place Diana. O nome se deu em memória da Princesa de Gales, que morreu em 1997, em um trágico acidente de carro nas proximidades.
A praça tornou-se ponto de partida ou passagem das principais visitas turísticas.

## Acesso

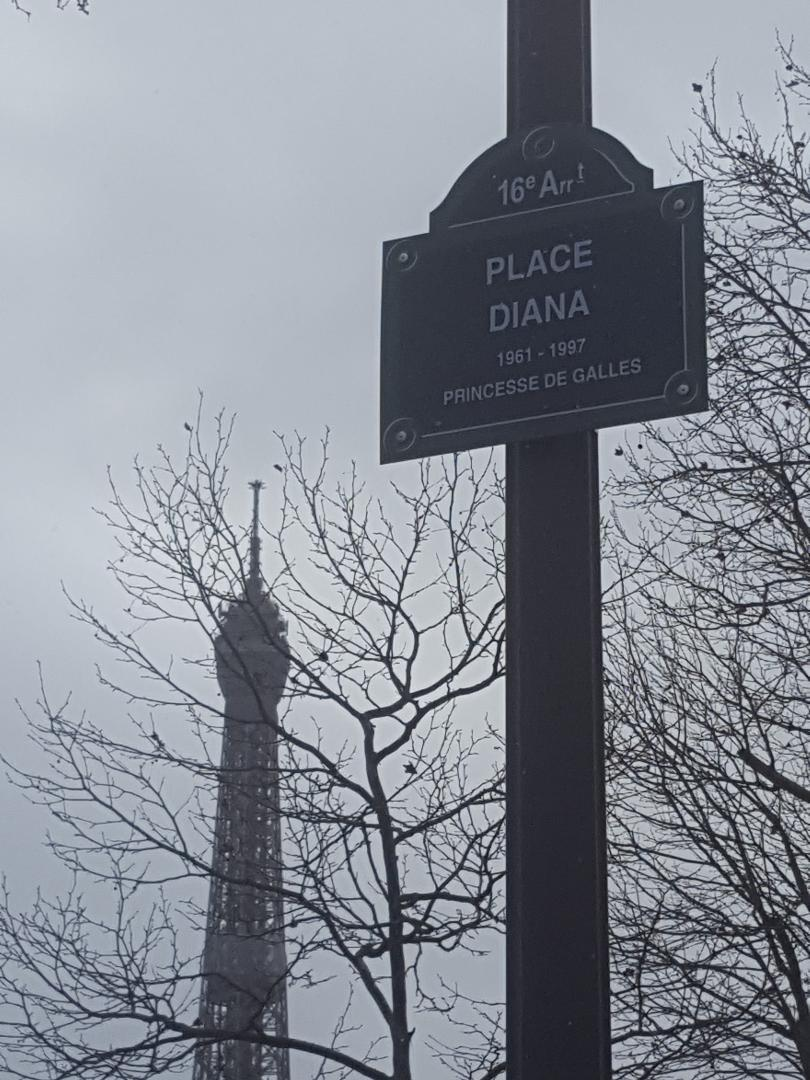
Praça Diana e Torre Eiffel

A praça está localizada perto da estação de metro Alma-Marceau e ponte de l'Alma.